# 배진하
배진하(裵振河, 1971년 6월 22일~)은 대한민국의 제6·7대 광주광역시 남구의원이다.

## 학력
- 광주대학교 사회과학대학 신문방송학과 졸업

## 경력
- 5.18 청년동지회 간사
- 참교육 학부모회 광주지부 간사
- 광주전남양심수후원회 운영위원
- 6.15 남북공동선언 실현을 위한 광주광역시·전라남도 통일연대 집행위원
- 광주광역시 남구 공무원노동조합 사무차장
- 효덕동작은도서관 운영위원장
- 진남초등학교운영위원회 부위원장
- 남구 장애인체육회 설립 추진위원
- 남구 평화의소녀상 건립 상임집행위원
- 효덕동 작은도서관 운영위원
- 진남중학교 운영위원장
- 열린케어 자립생활지원센터 운영위원
- 무장애남구 운영위원
- 공익재정연구소 이사
- 광주마당 이사
- 효덕동협치마을네트워크 공동대표
- 광주광역시 남구 장애인정책포럼 위원
- 광주광역시 남구 남북교류협력위원회 위원
- 2010.07~2014.06 제6대 광주광역시 남구의회 의원
- 2010.07~2012.07 제6대 광주광역시 남구의회 전반기 총무사회위원회 위원
- 2010.07~2012.07 제6대 광주광역시 남구의회 전반기 사회건설위원회 위원
- 2010.07~2012.07 제6대 광주광역시 남구의회 전반기 의회운영위원회 위원
- 2012.07~2014.06 제6대 광주광역시 남구의회 후반기 사회건설위원회 위원
- 2012.07~2014.06 제6대 광주광역시 남구의회 후반기 예산결산특별위원회 위원
- 2014.07~2018.06 제7대 광주광역시 남구의회 의원
- 2014.07~2016.07 제7대 광주광역시 남구의회 전반기 기획총무위원회 위원
- 2014.07~2016.07 제7대 광주광역시 남구의회 전반기 의회운영위원회 위원
- 2014.07~2016.07 제7대 광주광역시 남구의회 전반기 예산결산특별위원회 위원
- 2016.07~2018.06 제7대 광주광역시 남구의회 후반기 의회운영위원회 위원
- 2016.07~2018.06 제7대 광주광역시 남구의회 후반기 사회건설위원회 위원장
- 2016.07~2018.06 제7대 광주광역시 남구의회 후반기 예산결산특별위원회 위원
- 2018.02.25 더불어민주당 입당

## 역대 선거 결과
|  | 22.13% |

|  | 15.42% |